# Hibiscus tiliaceus
Espèce
Classification APG IV (2016)
Synonymes
- Talipariti tiliaceum  (L.) Fryxell, 2001

Hibiscus tiliaceus (ou Talipariti tiliaceum,) est un arbre de la famille des Malvacées, très commun sur les côtes des îles d'Océanie et d'Asie du Sud-Est. Son écorce interne forme un textile utilisé dans de nombreuses traditions. Le genre de cette espèce a changé pour « Talipariti », mais dans la littérature on parle encore souvent d’Hibiscus.

## Dénominations
Hibiscus tiliaceus est connu sous les noms suivants :
Dans les langues malayo-polynésiennes :
- Hawaïen : Hau.

- Niuéen : Fou.

- Tahitien : Pūrau, autrefois fau, mot vieilli que l'on retrouve toujours comme radical dans les mots raufau (feuilles de l'Hibiscus tiliaceus), puāfau (fleurs écloses de l'Hibiscus tiliaceus), puapuāfau (fleurs de l'Hibiscus tiliaceus qui ne sont pas encore écloses).

- Tongien : Fau.

- Fidjien : Vau[5].

Dans les langues indo-européennes :
- Allemand : Lindenblättriger Eibisch.
- Anglais : Beach Hibiscus, Tewalpin, Sea Hibiscus, lagoon Hibiscus, Coastal Cottonwood, Mahoe, bladder ketmia[5].

En Polynésie française, les locuteurs francophones utilisent couramment le nom tahitien pūrau.
En Nouvelle-Calédonie, on l'appelle Bourao. À l'île de La Réunion, on l'appelle Mahot bord de mer. On le nomme aussi Bois de liège ou Ketmie à feuilles de tilleul.
Linné a choisi comme nom latin « tiliaceus » pour cette espèce, car la forme des feuilles de cette plante est semblable à ceux du Tilleul, ayant comme nom latin « Tilia » .

## Variétés principales
- Pūrau ahue : variété qui pousse bien droit. Bois de charpente.
- Pūrau hiva : espèce la plus commune.
- Pūrau ’opi’opi : variété  qui a des feuilles et des fleurs cannelées.
- Pūrau mā’ohi : ses feuilles servent à préparer la nourriture.
- Pūrau papa : cette variété pousse sur les rochers et n'a pas de graines.
- Pūrau tōroire : variété à petites feuilles.
- Pūrau papa’ā : autre nom de l'ambrette, fauti’a (ty) ou fautū (ty).

## Caractéristiques

### Port général
Hibiscus tiliaceus est considéré comme un arbuste ou un petit arbre, sa taille est très variable, les branches les plus hautes peuvent atteindre entre 6 et 15 mètres,,,,. 

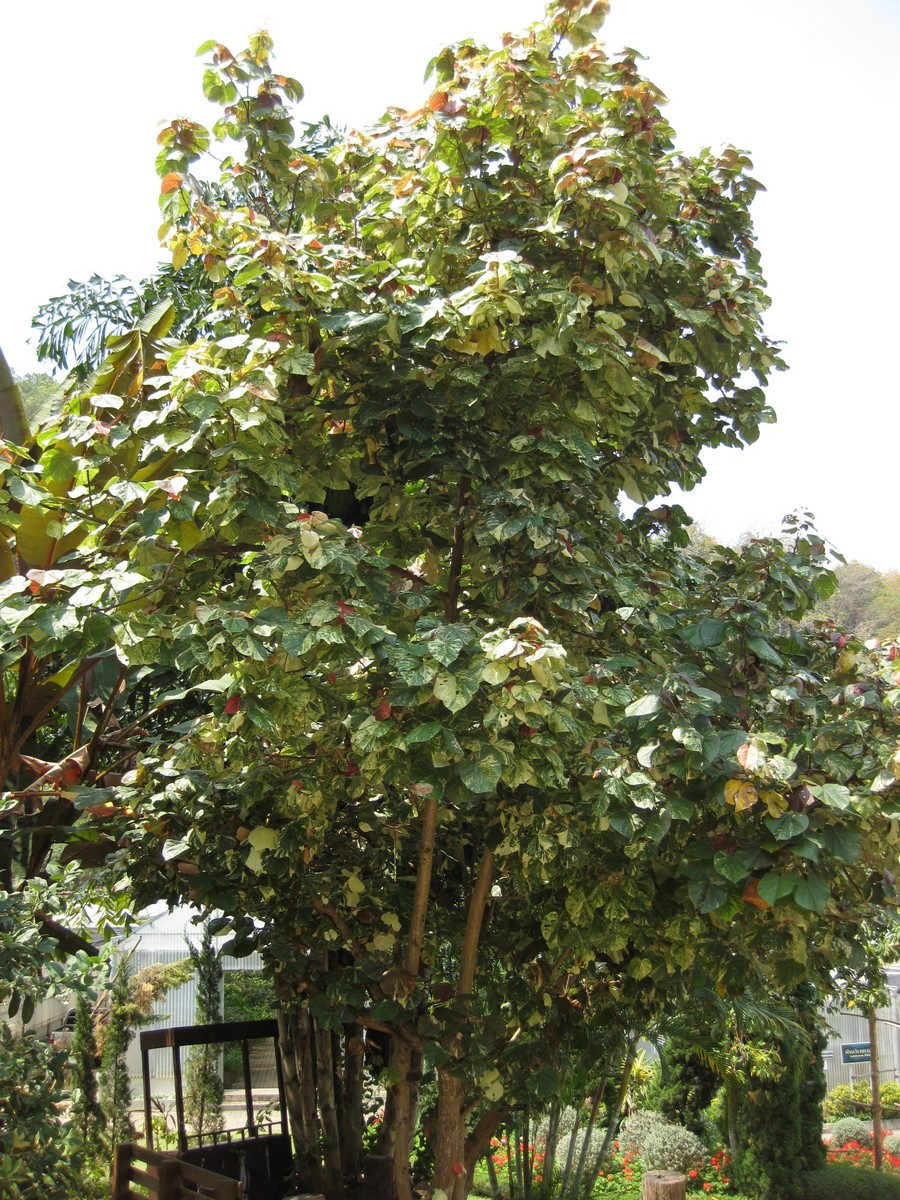
Arbre Hibiscus tiliaceus, Jardin botanique de la reine Sirikit, Thaïlande.

### Appareil végétatif

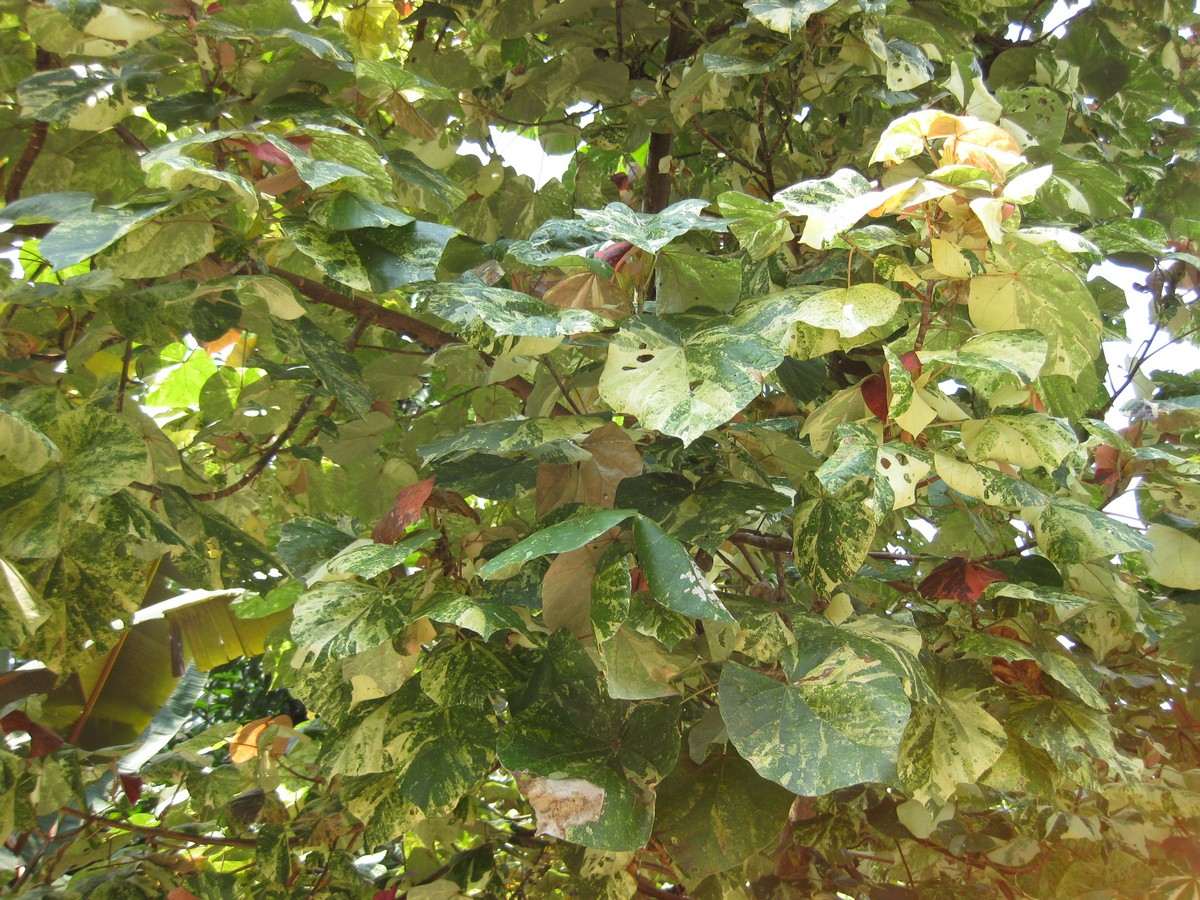
Feuilles dHibiscus tiliaceus.

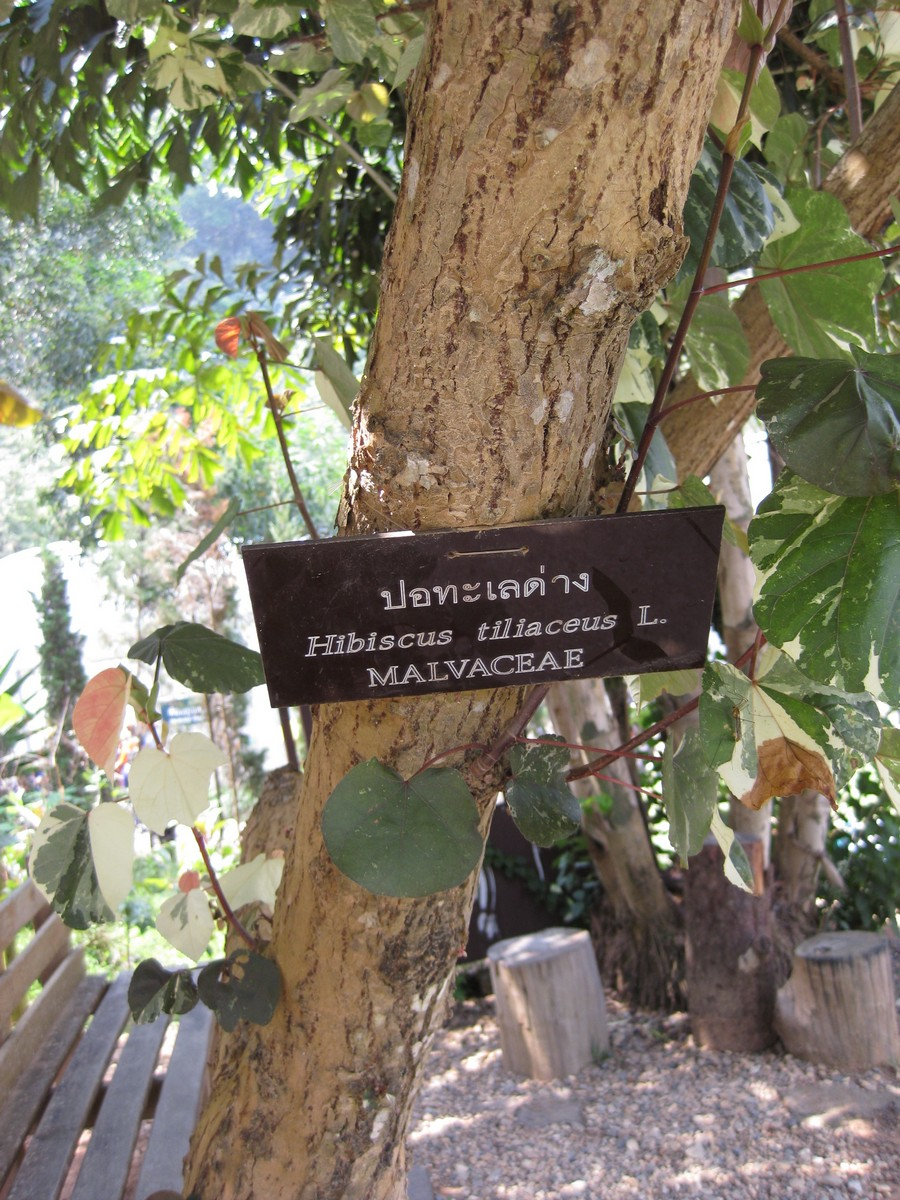
Tronc dHibiscus tiliaceus.

Hibiscus tiliaceus est un arbre assez robuste avec un tronc pouvant atteindre 40 à 50 cm de diamètre, de couleurs dans les tons gris-brun pouvant être couvert de lenticelles. 
Ses branches sont ramifiées, flexibles, il y a présence de poils doux sur certaines parties de la plante dont les jeunes branches, les bourgeons, les feuilles ainsi que les fleurs. 
Ses feuilles sont alternes, avec un pétiole allant de 6 à 17 cm et un limbe de forme ovale à orbiculaire, rarement lobé (3 lobes si c’est le cas). À la base des feuilles, les stipules de plus ou moins 3,5 cm de long sont de forme lancéolée à ovale. Les feuilles font entre 3 et 20 cm de long et de 2 à 20 cm de large avec un bord entier ou finement denté, et l’apex arrondi ou acuminé. Il y a la présence de 5 à 9 nervures à partir de la base. Les faces inférieure et supérieure peuvent être couvertes ou non de poils ou de fin duvet. Elles sont de couleur vert sombre, bien qu'il existe parfois des plantes à feuillage violacé.

### Appareil reproducteur

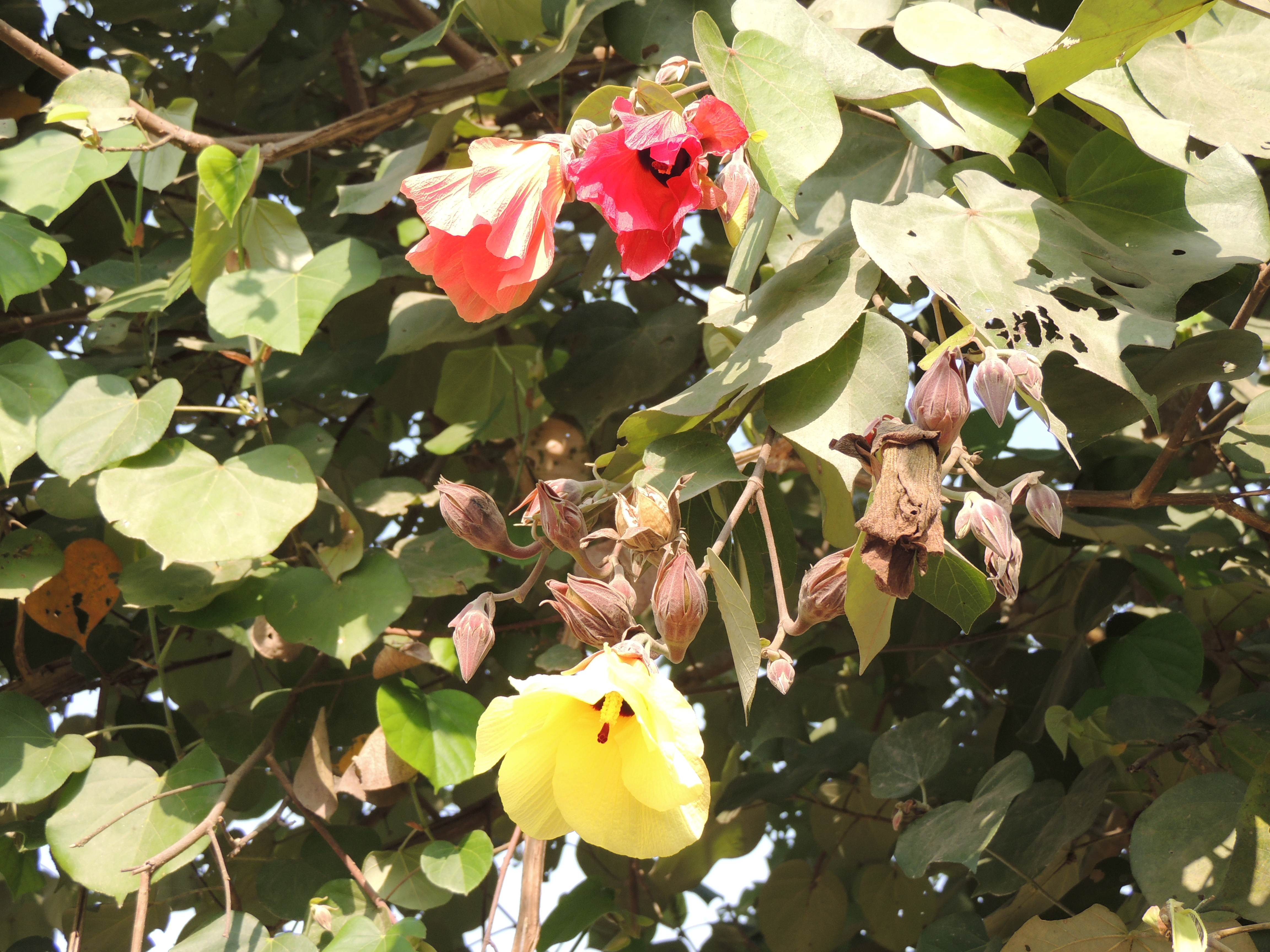
Fleurs dHibiscus tiliaceus.

L'inflorescence est en cyme terminale composée généralement de 3 à 6 fleurs qui sont bisexuées, attachées par un pédicelle de 0,5 à 2 cm articulé à sa base. Une fleur a 5 mères, des pétales libres de forme ovale allant de 4 à 7 cm. Elle possède un calicule et un calice, le premier étant formé de 8 à 13 segments de 7 à 11 mm de longueur et de forme triangulaire, alors que le deuxième a des segments de 19 à 28 mm de long avec des lobes de forme lancéolée. Il y a de nombreuses étamines, mais celles-ci sont soudées ensembles, formant une structure de 2,5 cm de haut. Il y a présence d’un ovaire supère, 5 locules ainsi qu'un style à 5 branches. Des poils gris se situent sur la capsule ovoïde (parfois ellipsoïde) de 3 cm que constitue le fruit. Celui-ci contient de nombreuses graines (environ 4x2 mm) de couleur brunes, réniformes. La fleur de l'Hibiscus tiliaceus ne vit qu'un seul jour : ses fleurs naissent blanches le matin, mais leur couleur varie au cours de la journée jusqu'à leur chute de l'arbre le soir. Elles passent du blanc au jaune pâle, puis rose, fuchsia, pourpre et enfin violine. Si une ou plusieurs fleurs demeurent plus d'un jour, cela peut donner des situations où l'on peut observer des fleurs orange et d'autres dans les tons rouge sur un même arbre.

## Taxonomie et classification
Un taxonomiste expert en Malvaceae, Paul Fryxell, a récemment reclassé H.tiliaceus ainsi que 21 espèces proches du même genre dans le nouveau genre « Talipariti ». Des études phylogénétiques ont été réalisées sur le genre Hibiscus, prouvant la monophylie de H. tiliaceus .

## Écologie

### Régions d’origine et régions où la plante s’est naturalisée
L’origine d’Hibiscus tiliaceus est assez incertaine, mais il est sûr qu’il s'étend surtout dans les régions tropicales d'Afrique, d’Amérique, d’Asie, d’Australie et des îles du Pacifique. Il s'est naturalisé dans quelques régions comme la Floride, Porto Rico et les îles Vierges.

### Impacts de la plante en dehors de sa région d’origine
En Floride, Hibiscus tiliaceus est répertorié comme nuisible de catégorie II par le « Florida Exotic Pest Plant Council » et a donc le potentiel d'être envahissant et de perturber les espèces indigènes,,.

### Habitat
Hibiscus tiliaceus se trouve sur les zones côtières, où la pluviométrie annuelle moyenne est assez élevée : jusqu'à 900-2500 mm. Il peut toutefois être trouvé à des altitudes allant jusqu'à 800 m. Il est assez tolérant à la sécheresse et s'adapte à de nombreux sols différents : sols à texture légère, lourde, sols acides ou basiques (pH 5–8,5), … De plus, il est halophyte, c’est-à-dire qu'il s'adapte assez bien aux milieux avec une salinité élevée. Ses préférences sont toutefois axées sur les sols retenant l'humidité, les sols sablonneux riches en matières organiques. Il se développe bien sur la vase, la marne, le sable et le calcaire . On le retrouve aussi parfois en bord de lacs et de rivières, dans les zones perturbées de la forêt, les terres cultivées dégradées, en périphérie des villages, dans les jachères ou les pâturages .

### Interactions avec d’autres organismes
En Afrique de l'Est et en Asie tropicale, Hibiscus tiliaceus est souvent associé à Barringtonia spp. dans les mangroves en bordure de rives sablonneuses.
La pollinisation d’H. tiliaceus se fait par les oiseaux et les insectes.

### Cycle de vie
Le taux de germination est d'environ 50%. C'est une plante de jours courts, c’est-à-dire qu'elle développe ses fleurs quand les nuits sont longues.

## Propriétés
Les graines sont constituées de 2,2% d'huile, qui contient des acides gras cyclopropéniques (l’acide malvalique ainsi que l’acide sterculique). Chez les animaux, ces composés provoquent des troubles physiologiques. Cette plante contient également des quinones sesquiterpénoïdes et du lapachol.

## Utilisation

### Horticulture et ornement
Hibiscus tiliaceus est planté comme tuteur de plantes grimpantes, pour reboiser des terres, ou comme arbre d'ombrage. Certaines variétés d'H. tiliaceus, à fleurs roses et blanches et à feuilles violettes, sont utilisées comme plantes ornementales.

### Médecine
Les propriétés sont diverses et changent quelque peu selon la région :
- Madagascar : l'infusion des fleurs est utilisée pour soigner les troubles respiratoires.
- Gabon : les feuilles sont reconnues pour avoir des propriétés relaxantes et adoucissantes.
- Tanzanie : boire la décoction des racines permet d'être plus dynamique ainsi que de traiter la dysménorrhée, la drépanocytose et l’hypertension.
- Nouvelle-Calédonie : dans la pharmacopée kanak, la sève des feuilles est utilisée pour cicatriser les plaies. En décoction, les feuilles sont utilisées pour soigner le foie ou se relaxer.

Les anthères des fleurs ont une activité antibactérienne due à la gossypitrine et la gossytrine, des glucosides de gossypétine. Ces fleurs peuvent être utilisées comme cataplasme afin de guérir les plaies.
De plus, lorsqu'on extrait les feuilles à l'acétone, on constate une activité antibactérienne contre Staphylococcus aureus. Des extraits à l'éthanol de fleurs et feuilles montrent des  activités anti-oxydantes ainsi qu'une activité contre trois souches de bactéries : Staphylococcus aureus, Escherichia coli et Salmonella paratyphi. Cette technique a aussi permis de démontrer que les feuilles et l'écorce ont des propriétés phytochimiques, antibactériennes, analgésiques, neuropharmacologiques, et des activités cytotoxiques. Hibiscus tiliaceus a également une activité biologique contre certains insectes et microbes nuisibles.
L'écorce peut également servir de laxatif. Les feuilles sont aussi utilisées pour refroidir les fièvres et apaiser la toux, et les fleurs bouillies dans du lait pour les infections des oreilles (otites), les abcès ou comme laxatif.

### Artisanat et construction
Le more (mot tahitien) est l'écorce interne de cet Hibiscus et est utilisé pour fabriquer des cordes, des nattes, des costumes de danse tahitienne (tamure, otea, aparima), des sandales, des filets de pêche et des lignes. L'utilisation de l'écorce dépend aussi beaucoup de la région :
- Asie du Sud-Est : les feuilles sont utilisées pour emballer la nourriture, et les fibres permettent de fabriquer des cordages pour le calfatage des bateaux[5].

- Madagascar : des tissus sont faits à base de son écorce et les textiles grâce à sa fibre[5].

- Congo : les nattes sont faites par le tissage des tiges fines[4].
- Nouvelle-Calédonie : l'écorce est mise à tremper plusieurs jours dans de l'eau de mer, avant de permettre de fabriquer des jupes de femmes et de solides cordages.

Le bois est utilisé pour la construction légère et l'ébénisterie, la construction navale et nautique, la fabrication de panneaux, de contreplaqué, de flotteurs (Gabon), de papier ou de manches à outils. Il sert aussi de bois de feu. 
Les tiges et les branches sont longues et flexibles et servent de poteaux de clôture vivants et de kraals de poissons.

### Alimentation
En Nouvelle-Calédonie, les fibres blanches collées à l'écorce sur la face interne constituait autrefois une nourriture de disette ; elles étaient cuites, longuement mâchées et recrachées.
La fermentation du « tempeh », produit fabriqué à base de soja, peut être déclenchée par l'accrochage du mycélium fongique à la face intérieur des feuilles, car celle-ci est rugueuse.

### Elevage
Les feuilles et les fleurs de petites variétés peuvent être utilisées comme additif alimentaire pour les ruminants afin d’améliorer l'efficacité alimentaire et réduire les émissions de méthane. 

## Agriculture et horticulture
Hibiscus tiliaceus est une espèce de culture facile et à la croissance rapide. Cette plante s'acclimate aux positions exposées mais pas au gel. Elle a besoin de beaucoup d'eau et de soleil, c'est pour cela qu'elle est davantage cultivée dans les régions subtropicales humides.

### Méthode de culture
Les espèces du genre peuvent être cultivées à partir de graines, mais aussi de boutures,. Il est préférable de les semer en septembre car c'est à ce moment-là que la chaleur arrive en Afrique du Sud. Le temps de germination est d'environ 15 jours. Il n'a pas besoin d'un sol très particulier, il pousse dans un jardin ordinaire, de préférence exposé au soleil. Il est cultivable également en pot.
Les fruits sont récoltés juste avant qu’ils ne brunissent. Ils sont séchés dans des sacs en papier pour ne pas perdre de graines lors de l'ouverture des fruits. Après quelques jours, les graines sont retirées en secouant les fruits, il faut ensuite les scarifier et puis les semer. Le mieux est d'effectuer un trempage dans de l'eau chaude pendant au moins 24 heures avant la plantation. Après ça, la graine peut être plantée dans un milieu sableux. Un avantage des plantes issues de boutures est qu'elles fleuriront beaucoup plus tôt que les semis (durant la 1ère année pour celles de boutures tandis que le temps de floraison est de 2 à 3 ans pour les semis),.
- Pour les semis : repiqués dans des pots lorsqu’ils ont atteint 5 cm de haut, ensuite au champ après 5–6 mois lorsqu’ils mesurent environ 25 cm de haut et 1 cm de diamètre. Ceci doit se passer pendant la saison des pluies.
- Pour planter les boutures au champ : elles doivent mesurer 20–45 cm de long et 1–3 cm de diamètre. Pour favoriser l’enracinement latéral, consolider les racines et renforcer la résistance des futurs arbres aux vents, il faut “blesser” la partie inférieure de la bouture avec un couteau.
Pour créer des haies, il faut planter des boutures de branches d'environ 2–3 m de long en enterrant 1/3 de leur longueur dans le sol.
Il est possible de favoriser l'apport de phosphore en introduisant des mycorhizes dans le matériel de plantation, ainsi qu'utiliser des hormones d'enracinement, mais les boutures de bout ou les boutures de bois dur (longueur entre 20 et 40 cm ; épaisseur de 0,5 à 1 cm) s'enracinent en général assez bien. Si les conditions météorologiques sont favorables, l'enracinement peut avoir lieu en moins d'un mois.

## Aspect économique
Comme dit précédemment, cette plante est utile pour divers usages en médecines (grâce à ses racines, feuilles, écorces et fleurs). La fibre provenant de son écorce est de très  bonne qualité. Cet arbre est également planté dans les rues, dans les parkings, utile pour faire de l’ombre grâce à son dense feuillage. Il nécessite cependant un entretien.
Il faut être attentif lors de l’introduction de H. tiliaceus dans certaines zones pour éviter qu’il ne devienne invasif comme en Floride. 

## Aspects culturels et historiques
Une légende tahitienne raconte que H. tiliaceus est le petit de la terre et du paradis. Une autre, hawaiienne, dit que cet arbre est la sœur de la déesse Hina, qui a été transformée en cette plante. Certains font le rapprochement entre le bref moment de floraison avec le laps de temps d’une vie humaine.